# Marco Enríquez-Ominami
Marco Enríquez-Ominami (ME-O), né le 12 juin 1973  à Santiago du Chili, est un cinéaste et homme politique chilien.
Il est élu député du Parti socialiste lors des élections de 2005 et s'est porté candidat à l'élection présidentielle chilienne de 2009, arrivant troisième avec plus de 20 % des voix. Il crée ensuite un nouveau parti politique, le Parti progressiste (PRO), avec lequel il se présente à la présidentielle de 2013, où il prend de nouveau la troisième place avec 10,98 % des voix. Il est candidat une troisième fois en 2017 où il obtient 5,71 % des votes, puis une quatrième fois en 2021 où il obtient 7,60 % des voix.

## Naissance et études

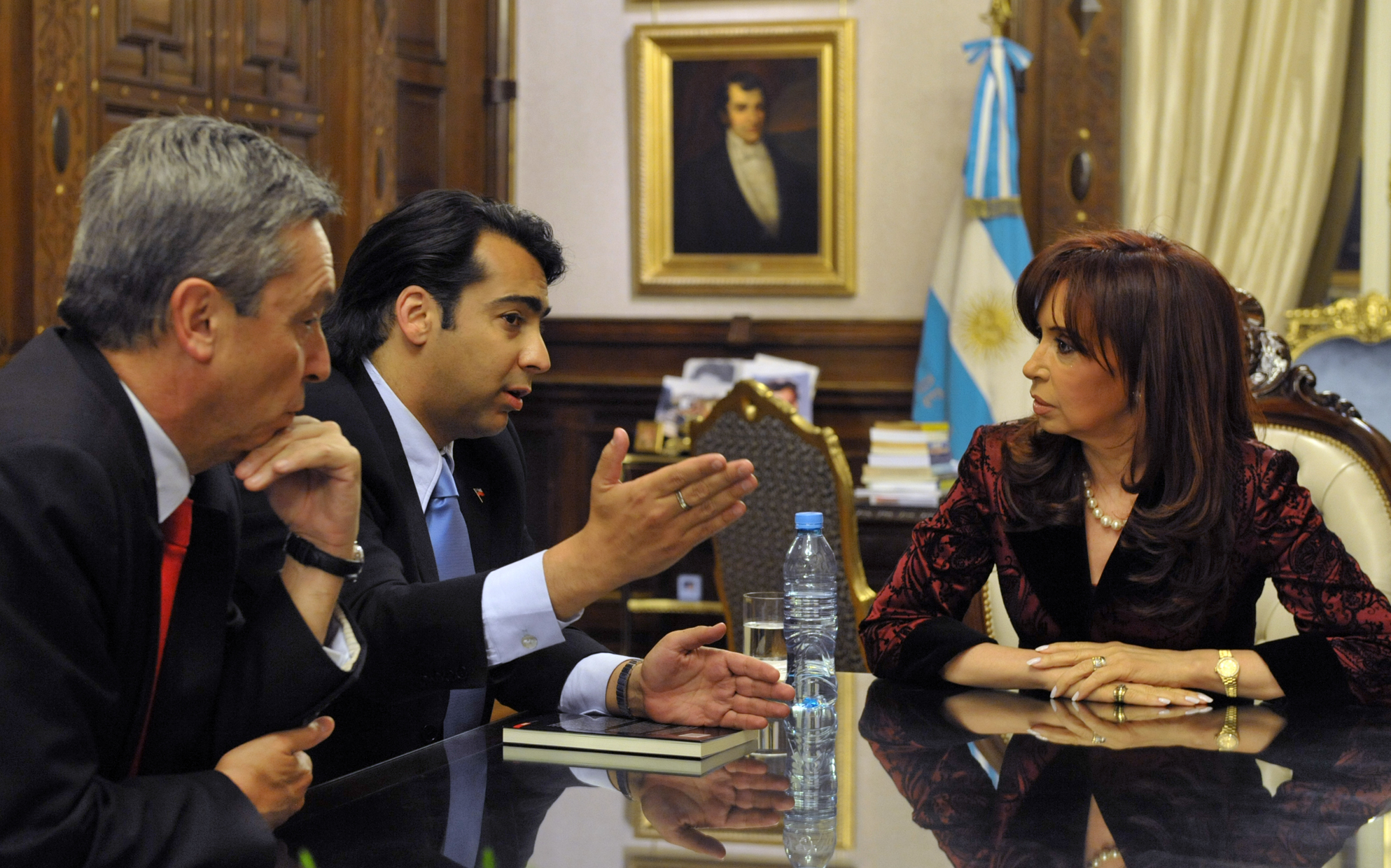
Marco Enríquez-Ominami et son père, le sénateur Carlos Ominami s'entretiennent avec la Présidente argentine Cristina Fernández de Kirchner.

Son père biologique, Miguel Enriquez, principal dirigeant du Mouvement de la gauche révolutionnaire (MIR), fut tué par la dictature en octobre 1974, et Marco Enríquez-Ominami fut adopté par Carlos Ominami, figure importante du Parti socialiste, marié avec sa mère, prenant son nom de famille. Son grand-père maternel fut président de la Démocratie chrétienne et son grand-père paternel ministre d'Allende .
Marco Enríquez-Ominami grandit en partie en France, où sa mère, Manuela Gumucio s'est exilée, faisant sa scolarité au lycée Victor Hugo à Paris. De retour au Chili, il continue sa scolarité à l'Alliance française puis au St Georges-College, avant d'étudier la philosophie à l'Université du Chili à Santiago, puis d'étudier le cinéma à Paris, pendant un stage payant de 2 mois à la Fémis.
Il réalise le documentaire Chili : les héros sont fatigués coproduit par Arte, et dans lequel il critique plusieurs personnalités de la Concertation, dont l'ex-président Ricardo Lagos (2000-06) qu'il avait antérieurement soutenu, et a participé à la fondation du journal satirique chilien The Clinic[réf. nécessaire]. Il se marie avec la présentatrice de télé Karen Doggenweiler, déclarant avec humour : « il n'y a pas de révolution sans télévision. »

## Parcours politique

### Élection présidentielle de 2009
Dénonçant l'absence de primaires au sein de la Concertation à laquelle il appartenait, il quitta celle-ci pour devenir le candidat de la Nouvelle majorité pour le Chili, défiant ainsi le bipartisme en vigueur depuis le début de la transition démocratique. Après avoir rejeté la proposition de Jorge Arrate, candidat de gauche allié au Parti communiste, de soutenir Eduardo Frei au second tour, il a finalement appelé à voter pour ce dernier quelques jours avant le scrutin. Par ailleurs, son responsable de projet économique, le patron de droite Paul Fontaine, a rejoint l'équipe du candidat de la droite, Sebastián Piñera, en décembre 2009, entre les deux tours.

### Élection présidentielle de 2013
En 2013, Marco Enríquez-Ominami se présente une seconde fois à l'élection présidentielle chilienne au nom du Parti progressiste (PRO), parti qu'il a créé au lendemain de sa défaite à l'élection présidentielle de 2009. 
Il fait campagne pour la renationalisation du cuivre [principale ressource du pays], la nomination d'une assemblée constituante, imposer les plus riches, l'abrogation des lois antiterroristes instaurées sous la dictature, la légalisation de l’avortement et la reconnaissance du mariage des couples homosexuels, la gratuité de l’éducation, ou encore la réduction du budget de l’armée.
Avec un total de 10,98 % des voix, ME-O prend la troisième place du premier tour de l'élection présidentielle, après Michelle Bachelet et Evelyn Matthei.